# I morgon är en annan dag
I morgon är en annan dag (tradução portuguesa: "Amanhã é outro dia") foi a canção que representou a Suécia no Festival Eurovisão da Canção 1992. Foi interpretada em sueco por Christer Björkman. Foi a sétima canção a ser interpretada na noite do festival, a seguir à canção francesa "Monté la riviè, interpretada por Kali e antes da canção portuguesa "Amor d'água fresca", interpretada por Dina. A canção sueca terminou em 22.º lugar (penúltimo lugar), e recebendo apenas 9 pontos. Esta foi uma das piores classificações para a Suécia no Festival Eurovisão da Canção. Contudo, o single desta canção fez sucesso na Suécia, pois alcançou o n.º 5 da venda de singles. Esta canção esteve no Svensktoppen (top sueco) durante semanas entre 26 de abril-11 de outubro de 1992, em que ocupou o primeiro lugar, durante as primeiras semanas.

## Autores
- Letra e música: Niklas Strömstedt
- orquestrador: Anders Berglund

## Letra
A canção é uma balada em que Bjorkman fala do seu amor por uma rapariga e pede-lhe várias vezes na canção para ir ter com ele, porque o coração está batendo de amor por ela.